# PC7 Jangelifietsroute
De PC7 Jangelifietsroute (PC7 Jangeli) is een langeafstandsfietsroute in het Luxemburgse nationale fietsroutenetwerk. De route is een verbinding van de PC11 Charly Gaul naar de Moezel. Het traject is in beide richting bewegwijzerd. Het gehele traject is onderdeel van de EuroVelo EV5 Via Romea Francigena.
In Ellange kan tevens worden aangesloten op de PC6 Drei Länder-Radweg en in Remich aan de Moezel kan tevens worden aangesloten op de Moselradweg. 

## Aansluiting met Europese routes
- De gehele route loopt samen met de EuroVelo EV5 Via Romea Francigena.

## Aansluitingen met andere routes
- In Ellange kan worden aangesloten op de PC6 Drei Länder-Radweg en de PC11 Charly Gaul.
- In Remich kan worden aangesloten op de Moselradweg en de PC3 Drei Rivieren-Radweg.